# 青木秀夫 (知事)
青木 秀夫（あおき ひでお、1903年（明治36年）8月25日 - 2001年（平成13年）1月27日）は、日本の内務・厚生官僚。最後の官選新潟県知事。

## 経歴
栃木県出身。水戸高等学校を卒業。1924年11月、高等試験行政科試験に合格。1926年、東京帝国大学法学部を卒業。内務省に入省し山口県属兼社会局属、地方事務官となる。
以後、内務省社会局勤務、鹿児島県社会課長、三重県教育課長、同工場課長、地方警視、岡山県警察部保安課長兼工場課長、神奈川県警察部保安課長、奈良県書記官・警察部長、厚生省傷兵保護院補導課長、同省生活課長、同母子課長、軍事保護院総務課長、東北総監府官房主幹、内務省調査官、同大臣官房調査課長などを歴任。
1946年7月、新潟県知事に就任。戦後の民主化への取り組みを行い、また、知事選挙などを執行し、1947年4月に知事を退任。1948年2月4日、兵器処理問題に関し、衆議院不当財産取引調査特別委員会に証人喚問された。その後、中央社会福祉協議会事務局長を務めた。

## 著作
- 『社会事業のはなし』〈社会教育文庫；第3巻〉童友書房、1948年。
- 『社会事業の知識』〈社会福祉選書〉全国社会福祉協議会、1955年。

## 親族
- 長男 青木保之（首都高速道路協会理事長）[2]